# Bullenstraße (Hannover)

Im Bereich der während der Luftangriffe auf Hannover während des Zweiten Weltkrieges niedergebrannten mittelalterlichen Fachwerkhäuser am nördlichen Ende des späteren Köbelinger Marktes fand sich zwischen der Markthalle und der Röselerstraße die Schulstraße Hannovers;
Ansichtskarte um 1940 nach älterem Foto von Edmund Lill vom Turm der Aegidienkirche, Martin Groot Postkarten-Großvertrieb und Verlag, Hamburg

Die Bullenstraße in Hannover war eine zur Zeit des Kurfürstentums Hannover im Jahr 1750 erstmals so benannte Straße. Die später aufgehobene Straße verlief südlich oder südöstlich der heutigen Markthalle von der Köbelinger Straße bis zur Marktstraße.

## Geschichte
Ihren Namen verdankte die Straße einem „Dr. Bullen“, der dort gewohnt hatte. An der Bullenstraße Ecke Köbelinger Straße lag eine Zuckersiederei, die von mehreren im Jahr 1753 vereinigten brauberechtigten Bürgern der Altstadt betrieben wurde. Ziel der Vereinigung war es, dem Niedergang des Brauwesen entgegenzuwirken, indem das Brauen durch Einzelne in ihren jeweiligen Bürgerhäusern durch ein Gemeinschaftsbrauen in speziell dazu hergerichteten Brauhäusern abgelöst wurde. Hierzu wurde im Folgejahr 1754 die Zuckersiederei an der Bullenstraße zum Sozietätsbrauhaus umgebaut, die von der „Brau-Sozietäts-Administration“ verwaltet wurde.
1802 wurde das „Societätsbrauhaus“ zur ersten Stadttöchterschule Hannovers umgebaut, um die Bildungschancen für Frauen zu verbreiten. In der Folge wurde zur Zeit des Königreichs Hannover die Bullenstraße im Jahr 1822 zunächst in Schulstraße und 1909 amtlich in Altstädter Schulstraße umbenannt.
In der Nachkriegszeit wurde die Altstädter Schulstraße im Jahr 1957 aufgehoben.

## Dr. Bulle
Im 16. Jahrhundert unterrichtete ein Lehrer „Dr. Bulle“ vor 1585 den aus dem hannoverschen Patriziergeschlechtes von Limburg stammenden späteren fürstlichen Kloster- und Amtssekretär Franz von Limburg.